# Parnassius cardinal
Parnassius cardinal är en fjärilsart som beskrevs av Grumm-grshimailo 1887. Parnassius cardinal ingår i släktet Parnassius och familjen riddarfjärilar. Inga underarter finns listade i Catalogue of Life.

## Bildgalleri

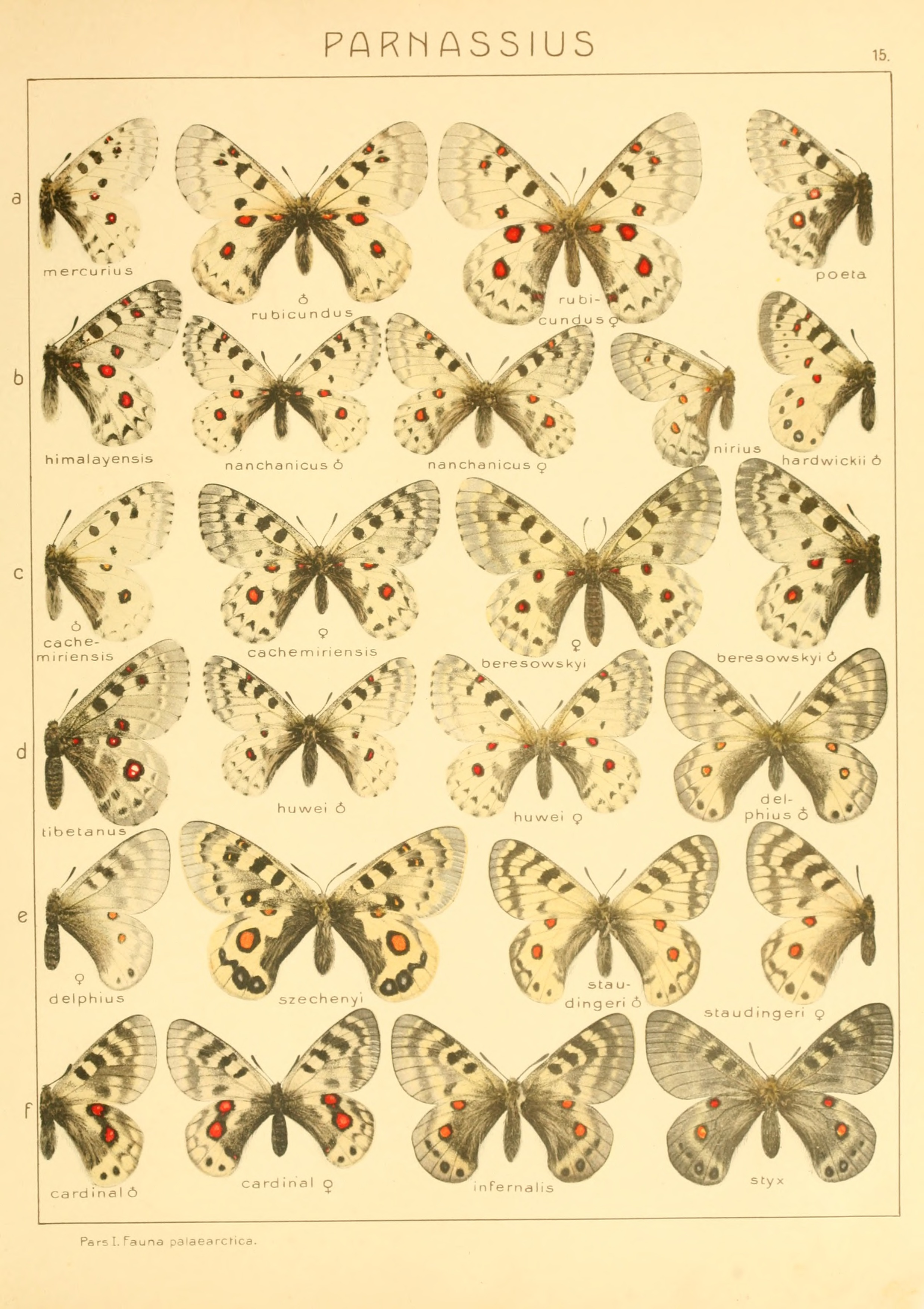